# Ich bin die kleine Nienburgerin

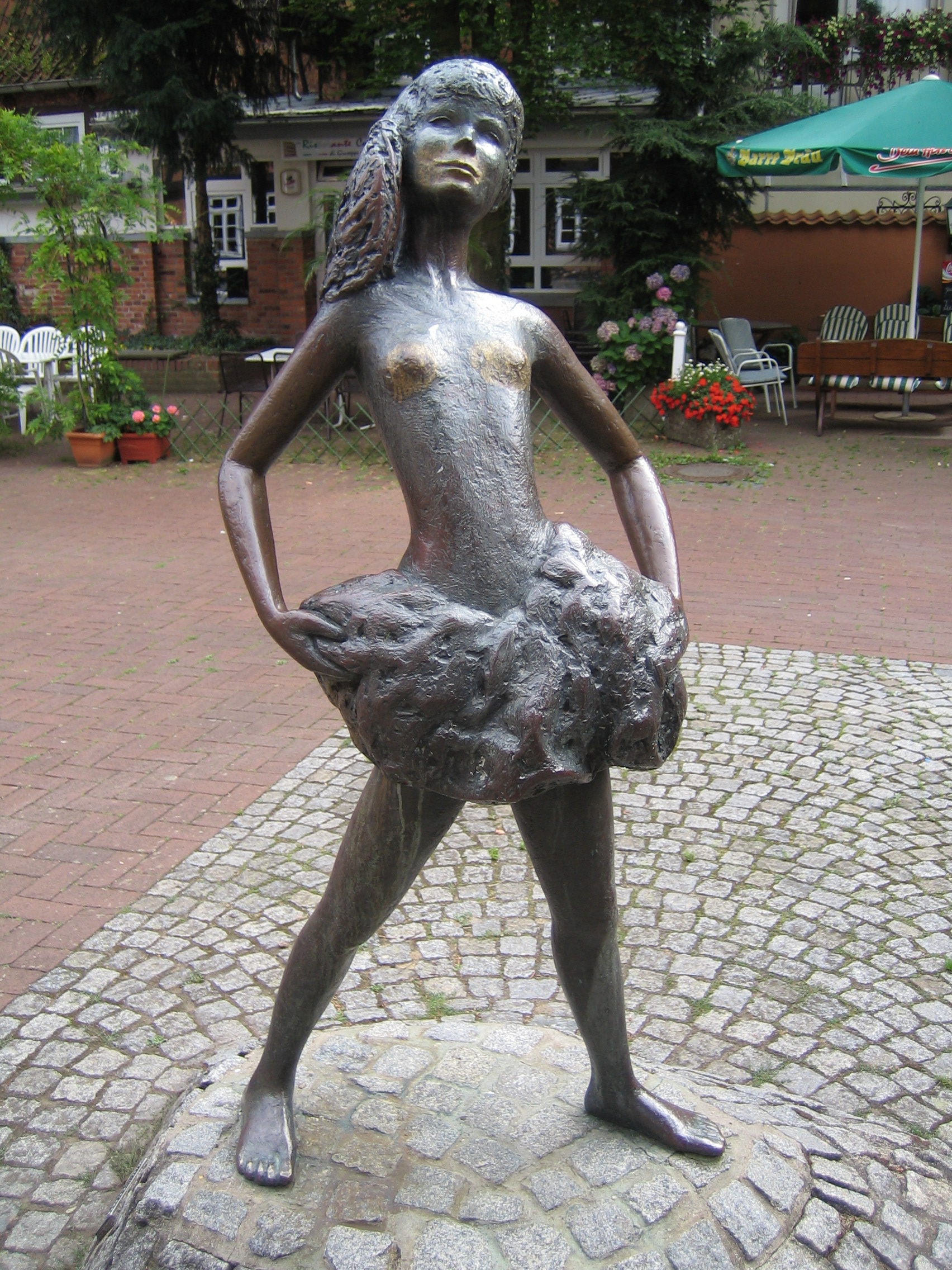
Bronzeskulptur Die kleine Nienburgerin von Marianne Bleeke-Ehret in Nienburg

Ich bin die kleine Nienburgerin, auch unter dem Titel Nienburgerin und Kalenberger bekannt, ist ein in Nienburg/Weser verortetes Volkslied. Es ist seit spätestens 1912 in Liederbüchern nachgewiesen.

## Inhalt
In dem Volkslied besingen abwechselnd die kleine Nienburgerin und der Calenberger Bauer ihre Kleidung. Solche Wechselgesänge entstanden früher oft an Landesgrenzen und haben eine volkskundliche Bedeutung; man bezeichnet sie als Nachbarschaftsneckereien. Das Lied ist in acht Strophen unterteilt.
Das Lied gehört zu einer Gruppe von Scherzliedern, die seit Anfang des 19. Jahrhunderts in vielen landschaftlichen Varianten überliefert sind. Reizvoll an der Nienburger Version ist, dass die Kleinstädterin in Standarddeutsch, der „Bur“ auf Plattdeutsch singt. Eine ähnliche Variante ist in Westfalen auch als kleine Limburgerin überliefert.

## Text
Ich bin die kleine Nienburger-, Nienburgerin.

Hab’ so’n klein Hütchen auf

mit so viel Blümchen drauf.

Ich bin die kleine Nienburger-, Nienburgerin.

Ick bin dei ole Kalenbarger, Kalenbarger Bur.

Hew sau’n ol’n Deiwitz up

mit sau viel Builen drup.

Ick bin dei ole Kalenbarger, Kalenbarger Bur.

Ich bin die kleine Nienburger-, Nienburgerin.

Hab’ so’n schön Kleidchen an

mit so viel Spitzen dran.

Ich bin die kleine Nienburger-, Nienburgerin.

Ick bin dei ole Kalenbarger, Kalenbarger Bur.

Hew sau’n ole Böxen an,

mit sau veel Flicken dran.

Ick bin dei ole Kalenbarger, Kalenbarger Bur.

Ich bin die kleine Nienburger-, Nienburgerin.

Hab’ so’n schön Schürzchen vor

mit so viel Blümchen dran.

Ich bin die kleine Nienburger-, Nienburgerin.

Ick bin dei ole Kalenbarger, Kalenbarger Bur.

Hew sau’n ole Jacken an

mit sau veel Lappen dran.

Ick bin dei ole Kalenbarger, Kalenbarger Bur.

Ich bin die kleine Nienburger-, Nienburgerin.

Hab’ solch klein Schühchen an

mit so viel Schleifchen dran.

Ich bin die kleine Nienburger-, Nienburgerin.

Ick bin dei ole Kalenbarger, Kalenbarger Bur.

Hew sau ol Stewel an

mit sau veel Kauhdreck dran.

Ick bin dei ole Kalenbarger, Kalenbarger Bur.

## Rezeption
Anlässlich ihres 950-jährigen Stadtjubiläums schrieb die Stadt Nienburg 1975 einen Wettbewerb für ein Denkmal der zentralen Figur des Liedes aus. Sieger wurde der Entwurf der aus Herford stammenden Bildhauerin Marianne Bleeke-Ehret, den die Künstlerin als „ein bisschen rätselhaft verhüllten Akt“ beschrieb. Da der Entwurf der Kleidung der im Lied beschriebenen Frau nicht gerecht wird, war er zunächst umstritten. Nach Sicherstellung der Finanzierung durch eine Spendenaktion wurde der Entwurf dennoch als Bronzestatue ausgeführt und 1979 in der Fußgängerzone aufgestellt (Lage). Die 1,65 m große und vier Zentner schwere Skulptur gilt seither als eines der Wahrzeichen der Stadt Nienburg. Als Symbolfigur der Stadt Nienburg ist sie auch Teil der Deutschen Märchenstraße, die von Hanau über Nienburg nach Bremen führt. Auch ihr Gegenstück, der „Calenberger Bur“, wurde als Bronzeskulptur in der Nienburger Altstadt verewigt.
Die heute bekannte überlieferte Melodie wird täglich um 9:15 Uhr, 12:15 Uhr und 18:15 Uhr von einem aus zehn Glocken bestehenden Glockenspiel an der Seitenfront des Posthofes gespielt, das der Rotary-Club Nienburg-Neustadt 1980 stiftete.
Ab 1994 wurde jährlich eine „kleine Nienburgerin“ gewählt, um bei verschiedenen Anlässen gemeinsam mit Vertretern aus Politik, Verwaltung und Wirtschaft die Stadt zu repräsentieren. Voraussetzung für die Wahl war unter anderem, dass die Kandidatin Konfektionsgröße 36 hatte, um in das im Lied besungene Biedermeierkostüm zu passen. Die Wahl ist letztmals 2011 nachgewiesen. Heute wird sie nicht mehr durchgeführt, da die jungen Damen durch berufliche oder schulische Ausbildung die Repräsentationspflichten oftmals nicht wahrnehmen konnten.

## Trivia
Eine ehemalige Hafenbarkasse der Bundesmarine trägt seit 1989 den Namen Kleine Nienburgerin.